# Důl Doubrava
Důl Doubrava byl hlubinný černouhelný důl společnosti OKD, jehož pozůstatky se nachází v karvinské části Ostravsko-karvinského revíru v obci Doubrava u Orlové v Moravskoslezském kraji. Navazoval na těžbu někdejších jam Bettina a Eleonora.

## Historie
První nález černého uhlí v Doubravě se datuje rokem 1822, kdy Anton Mattencloit vyhloubil šachtici Versuch (Pokus), v dalších letech pak bylo vyhloubeno mnoho dalších šachet o hloubkách 20 až 30 metrů, většina z nich pak později zanikla.
Těžební práva v prostoru Orlové a Doubravy získal v roce 1845 Salomon Mayer Rothschild. Ten v roce 1854 nechal prohloubit jednu z výše zmíněných šachtic, která byla nazvána Eleonora. V roce 1855 bylo započato prohlubování šachtice Versuch, jejíž název se změnil na Bettina (podle jména Rothschildovy dcery). V roce 1845 byl na jámě Bettina postaven první ventilátor s dřevěným kolem o průměru 80 cm a šířce 15 cm. Pohon u tohoto stroje byl ruční až do roku 1847, kdy byl zaměněn za pohon parní a dřevěné kolo bylo nahrazeno kolem železným.
V dalších letech probíhala postupná modernizace obou jam a s tím související zvyšování těžební kapacity. Např. již v roce 1864 byla jáma Eleonora vybavena parním těžním strojem a parním čerpadlem.
Pro expedici zdejšího uhlí mělo zásadní význam napojení na železnici. 1. února 1869 sice byla poblíž obou jam zprovozněna železniční trať Košicko-bohumínská dráha, rozhodující však bylo až napojení na Báňskou dráhu, které znamenalo přímé napojení do průmyslové Ostravy a na Severní dráhu císaře Ferdinanda. Úsek Báňské dráhy z Michálkovic k jámě Bettina s odbočkou k Eleonoře byl zprovozněn 12. září 1870.
Po skončení 2. světové války byla těžba na dole Doubrava, který vznikl sloučením Bettiny a Eleonory, zahájena 29. května 1945. Důl byl začleněn do koncernu Ostravsko-karvinské kamenouhelné doly, ze kterého se později vyvinula společnost OKD.
K 1. 7. 1995 byl do té doby samostatný důl přičleněn k dolu ČSA.

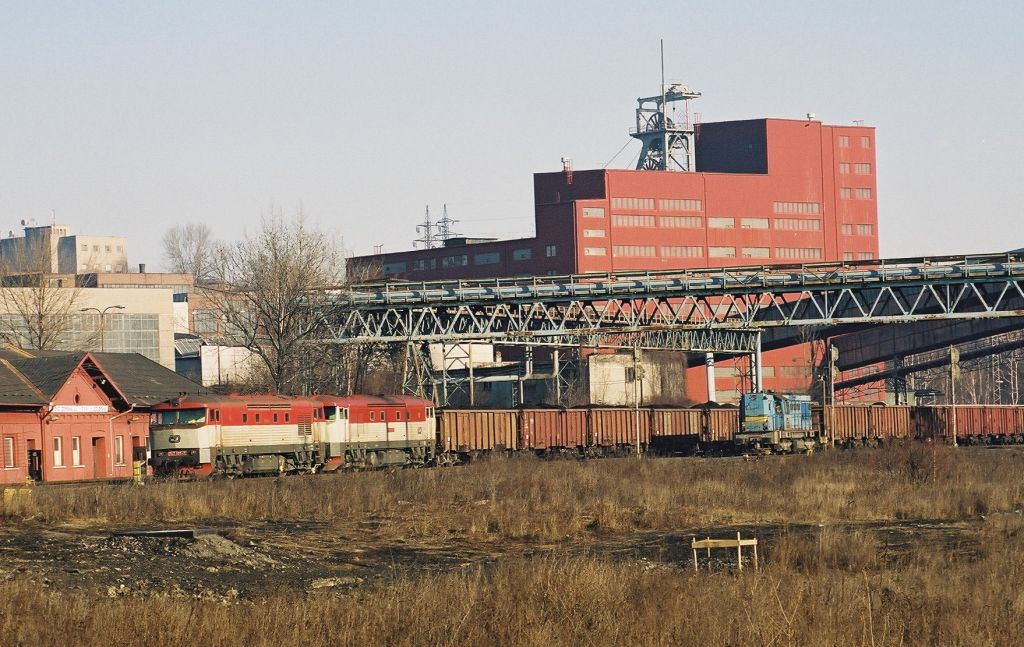
Budovy dolu v roce 2003

## Útlum těžby
V roce 2005 byl zahájen útlum povrchových provozů (tj. především úpravny) dolu ČSA. 23. října 2006 v 15:30 pak byla odstřelena skipová jáma č. 1 (Bettina) dolu Doubrava. Těžba na dole Doubrava pak byla ukončena v roce 2007 tak, aby mohlo být ze sousedního dolu Jan Karel vydobyto 8 milionů tun uhlí z ochranného ohradníku dolu Doubrava.

## Důlní neštěstí
Dolu Doubrava se nevyhnula ani důlní neštěstí.
Mezi největší patří výbuch metanu, ke kterému došlo 12. února 1949 a způsobil smrt 19 horníků. Při likvidaci této havárie zahynula četa pěti důlních záchranářů. Při likvidaci této havárie byla poprvé na světě použita inertizace dusíkem z povrchu.
V následném monstrprocesu za výbuch v dole Doubrava byli přednosta revírního báňského úřadu Václav Žalud a důlní inspektor dolu Doubrava Josef Herel odsouzeni k trestu smrti a báňští inženýři Kliment Pavlů a Josef Stozsek dostali doživotní tresty. Odsouzení se roku 1954 odvolali s tím, že jejich výpovědi z nich byly vynuceny mučením, 
soud nakonec zrušil oba tresty smrti.
24. 4. 1974 na Doubravě nastal otřes, v němž zahynuli 4 horníci a záchranář HBZS Vladislav Kaczor.
7. 5. 1985 Při nehodě zahynulo 25 zaměstnanců, z toho 6 báňských záchranářů
2. 9. 1988 došlo v 9:26 h k silnému otřesu, který zasáhl 37. sloj. Během té doby v místě pracovalo 23 horníků z toho 3 zahynuli, jeden byl zraněný těžce a 3 lehce.
13. června 2002 v 3:14 h došlo na Doubravě k důlnímu otřesu v hloubce 800 m pod povrchem. V důsledku otřesu jeden polský horník zahynul a dalších 15 bylo zraněno.
K dalšímu smrtelnému pracovnímu úrazu dvou horníků došlo 12. srpna 2004, kdy postižení pracovníci vstoupili do zaplynovaného důlního díla.

## Zánik
Postupná likvidace povrchového areálu Dolu Doubrava byla zahájena v roce 2004. Do roku 2011 se uskutečnila demolice jámové budovy, těžní věže a zřízení jámového poklopu. Důl tak přestal (na povrchu) existovat.